# Eyres-Moncube

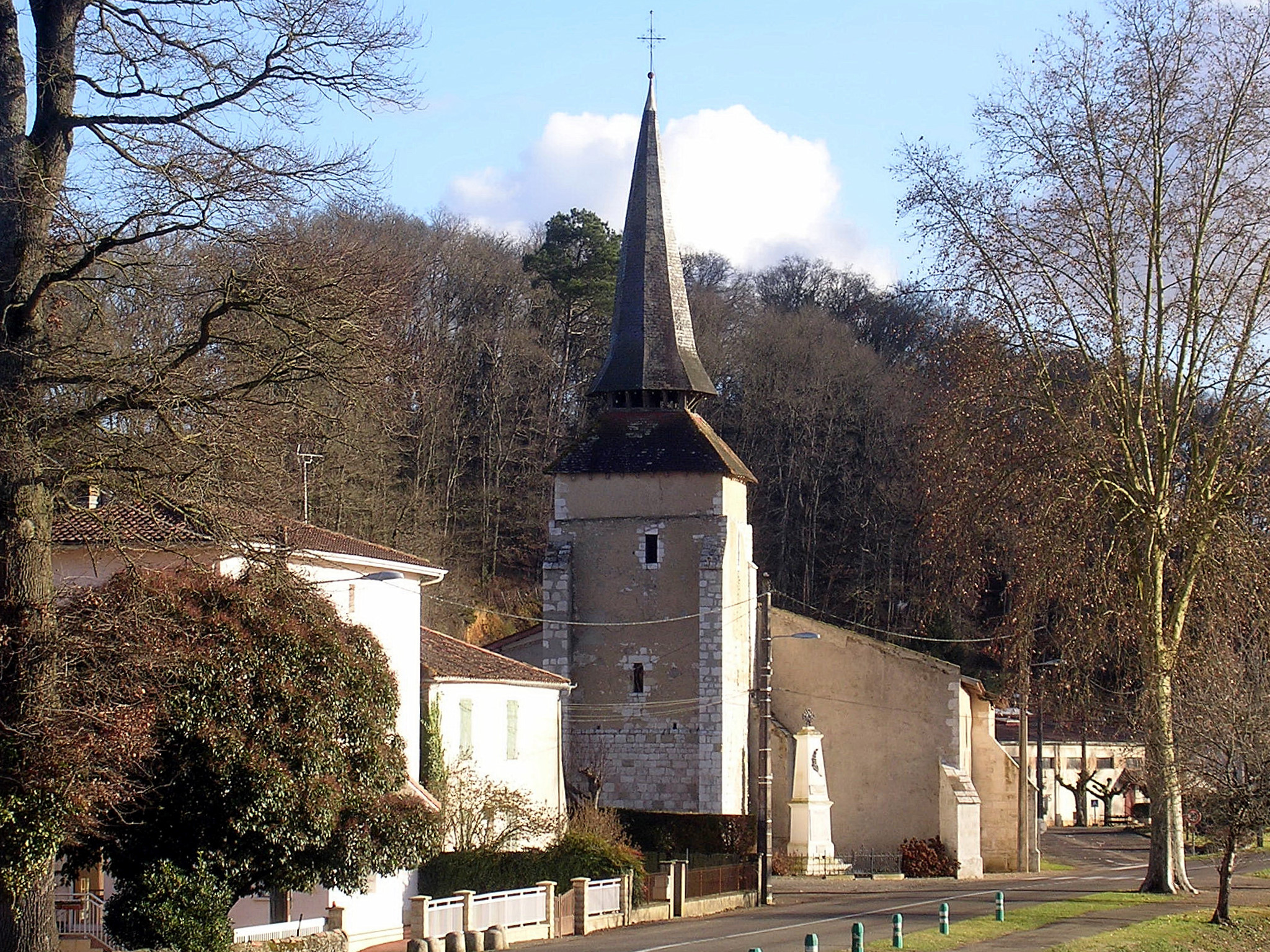
Kerk

Eyres-Moncube is een gemeente in het Franse departement Landes (regio Nouvelle-Aquitaine) en telt 342 inwoners (1999). De plaats maakt deel uit van het arrondissement Mont-de-Marsan.

## Geografie
De oppervlakte van Eyres-Moncube bedraagt 12,2 km², de bevolkingsdichtheid is 28,0 inwoners per km².
De onderstaande kaart toont de ligging van Eyres-Moncube met de belangrijkste infrastructuur en aangrenzende gemeenten.

## Demografie
Onderstaande figuur toont het verloop van het inwonertal (bron: INSEE-tellingen).